# Violet Conolly
Violet Conolly OBE  (11 mai 1899 - 11 janvier 1988) est une autorité irlandaise sur la Russie soviétique et une voyageuse. 

## Enfance et famille
Violet Conolly est née à Fernville, Glasnevin le 11 mai 1899. Elle est l'aînée des six enfants de Thomas Conolly, maître d'œuvre, et de Teresa (née McQuaid). Elle a quatre sœurs et un frère. Elle fréquente le couvent Holy Faith à Glasnevin puis l'abbaye de Loreto à Rathfarnham. Elle est diplômée de l'University College Dublin avec un BA en 1921. Elle déménage à Londres pour travailler comme professeur et apprend le russe et l'italien le soir à l'université de Londres. Plus tard, elle voyage en Espagne, y travaillant comme gouvernante, puis en Allemagne. 
Conolly voyage beaucoup à l'étranger et elle prévoit un voyage dans les Andes juste avant sa mort. Elle vit à Londres pendant de nombreuses années, mais maintient ses liens avec l'Irlande, visitant fréquemment sa famille en Irlande. Son frère, Thomas, est un expert en droit constitutionnel irlandais. Sa sœur Anne était mariée au politicien Patrick McGilligan et sa sœur Lillian est mariée au diplomate William Fay. Conolly meurt à Londres le 11 janvier 1988. 

## Carrière
De 1925 à 1930, Conolly travaille pour la Société des Nations à Paris. Travaillant pour l'Institut des affaires courantes, elle est basée à Harvard puis à Genève de 1930 à 1932. Pendant son séjour à Genève, elle fréquente l'Institut de hautes études internationales et du développement. Elle commence à travailler comme chercheuse au Royal Institute for International Affairs à Chatham House à Londres à partir de 1932, sous la direction du professeur Arnold J. Toynbee. Conolly reçoit une bourse Rockefeller de deux ans, étudiant le persan à l'université de Berlin, puis en tournée au Moyen-Orient. Elle vit pendant un certain temps en Union soviétique pour étudier l'économie, retournant à Chatham House en 1938. Cette année-là, elle parle sur Radio Éireann de « la situation étrangère ». Elle est nommée au Foreign Office à Londres et c'est son travail pendant la Première Guerre mondiale qui l'amène à se spécialiser dans les affaires soviétiques. Elle est nommée à la tête de la section soviétique (russe) du département de la recherche au ministère des Affaires étrangères après la guerre. Elle occupe ce poste jusqu'à sa retraite en 1965. De 1946 à 1947 et de 1952 à 1953, elle est attachée économique à l'ambassade britannique à Moscou,. 
Conolly poursuit ses recherches en matière économique après sa retraite en 1965. Elle est fréquemment consultée sur les affaires relatives à la politique soviétique par le ministère des Affaires étrangères. Beaucoup de ses publications deviennent des textes de référence, y compris son Soviet economic policy in the East: Turkey, Persia, Afghanistan, Mongolia and Tana Tuva, Sin Kiang publié en 1933. Encouragée à écrire un nouveau volume, elle écrit Soviet trade from the Pacific to the Levant publié en 1935. Pour ses recherches, elle fouille les fichiers soviétiques et recoupe les statistiques publiées, surveillant la presse soviétique « pour les révélations du correspondant spécial qui a presque invariablement vendu la mèche ». Elle écrit ensuite Soviet tempo, a journal of travel in Russia (1937), Beyond the Urals (1967) et Russia enters the twentieth century 1894–1917 (1971). Theodore Shabad salue son « tri perceptif des données soviétiques » et son utilisation des périodiques et des journaux régionaux soviétiques. Sa  Siberia, today and tomorrow de 1975 confirme sa place comme une autorité sur les questions sibériennes, la menant à être l'un des 12 chercheurs invités à l'université de Lancaster pour la conférence de fondation du Séminaire d'études de Sibérie des universités britanniques. Elle reçoit un doctorat honorifique D. Econ. Sc. en 1936 de l'université nationale d'Irlande. Elle reçoit la médaille commémorative Percy Sytes par la Royal Central Asian Society en 1968, dont elle est membre. 